# Tutang Djamaluddin
Tutang Djamaluddin  (* 1935) ist ein ehemaliger indonesischer Badmintonspieler.
Djamaluddin gehörte 1964 dem indonesischen Thomas-Cup-Team an, welches diese Weltmeisterschaft für Männermannschaften im vorgenannten Jahr gewann. Im Finale gegen Dänemark startete er in zwei Herrendoppeln gegen Finn Kobberø und Jørgen Hammergaard Hansen sowie gegen Erland Kops und Henning Borch. Gegen Kops und Borch verlor er mit Ferry Sonneville mit 12:15 und 2:15, und gegen Hansen und Kobberø mit 14:17 und 5:15. Diese beiden Doppelniederlagen änderten jedoch nichts daran, dass Indonesien das emotionsgeladene Endspiel insgesamt mit 5:4 gewann und sich zum dritten Mal die Trophäe erkämpfen konnte.
Seinen größten Erfolg in den Einzeldisziplinen feierte Tutang Djamaluddin im Herrendoppel 1962 mit A. P. Unang bei den Asienspielen, wo er die Bronzemedaille gewann.